# 和田黄耆
和田黄耆（学名：Astragalus hotianensis）是豆科黄芪属的植物，为中国的特有植物。分布于中国大陆的新疆等地，生长于海拔1,100米的地区，常生长在河岸砂地上，目前尚未由人工引种栽培。